# Gravity Talks
Gravity Talks è l'album di debutto dei Green on Red, in precedenza il gruppo aveva pubblicato 2 EP. Il disco è stato prodotto da Chris Desjardins.
È considerato il migliore album del gruppo e tra i più importanti del Paisley Underground.
Il disco rappresenta un'evoluzione dell'acid rock californiano, con una forte componente psichedelica con l'organo Hammond di stampo doorsiano di Chris Cacavas e la voce sofferta di Dan Stuart.

## Tracce
1. Gravity Talks - 2'37"
2. Old Chief - 3'30"
3. 5 Easy Pieces - 2'23"
4. Deliverance - 5'46"
5. Over My Head - 3'06"
6. Snake Bit - 4'29"
7. Alice - 4'11"
8. Blue Parade - 4'31"
9. That's What You're Here For - 2'11"
10. Brave Generation - 4'16"
11. Abigail's Ghost - 2'41"
12. Cheap Wine - 4'10"
13. Narcolepsy - 5'37"

## Musicisti
- Dan Stuart - voce, chitarra
- Chris Cacavas - organo Hammond, tastiere, chitarra
- Jack Waterson - basso
- Alex McNicol - batteria

## Partecipazione
- Steve Wynn - chitarra